# Episodi di Regular Show (terza stagione)
La terza serie di Regular Show è stata trasmessa su Cartoon Network negli Stati Uniti d'America a partire dal 19 settembre 2011 e in Italia dal 12 dicembre 2011.
| nº | Titolo originale             | Titolo italiano                | Prima TV USA      | Prima TV Italia  |
| -- | ---------------------------- | ------------------------------ | ----------------- | ---------------- |
| 1  | Stick Hockey                 | Hockey da tavolo               | 19 settembre 2011 | 12 dicembre 2011 |
| 2  | Bet to Be Blonde             | Biondi da urlo                 | 26 settembre 2011 | 12 dicembre 2011 |
| 3  | Skips Strikes                | Skips il campione!             | 3 ottobre 2011    | 12 dicembre 2011 |
| 4  | Terror Tales of the Park     | I racconti del terrore         | 10 ottobre 2011   | 19 dicembre 2011 |
| 5  | Terror Tales of the Park     | I racconti del terrore         | 10 ottobre 2011   | 19 dicembre 2011 |
| 6  | Camping Can Be Cool          | Tutti in campeggio!            | 17 ottobre 2011   | 19 dicembre 2011 |
| 7  | Slam Dunk                    | Canestro vincente              | 24 ottobre 2011   | 26 dicembre 2011 |
| 8  | Cool Bikes                   | Trendy bici                    | 7 novembre 2011   | 26 dicembre 2011 |
| 9  | House Rules                  | Le regole della casa           | 14 novembre 2011  | 26 dicembre 2011 |
| 10 | Rap It Up                    | Rap contro poesia              | 21 novembre 2011  | 2 gennaio 2012   |
| 11 | Cruisin'                     | Sfida all'ultimo numero        | 28 novembre 2011  | 2 gennaio 2012   |
| 12 | Under the Hood               | Graffiti nel parco!            | 12 dicembre 2011  | 2 gennaio 2012   |
| 13 | Weekend at Benson's          | Fine settimana da Benson       | 16 gennaio 2012   | 23 gennaio 2012  |
| 14 | Fortune Cookie               | Che sfortuna!                  | 23 gennaio 2012   | 30 gennaio 2012  |
| 15 | Think Positive               | Gestire la rabbia              | 30 gennaio 2012   | 30 gennaio 2012  |
| 16 | Skips vs. Technology         | Skips contro la tecnologia     | 6 febbraio 2012   | 31 gennaio 2012  |
| 17 | Butt Dial                    | Telefonate involontarie        | 13 febbraio 2012  | 5 novembre 2012  |
| 18 | Eggscellent                  | Uovastico                      | 27 febbraio 2012  | 31 gennaio 2012  |
| 19 | Gut Model                    | Pancia modello                 | 5 marzo 2012      | 1º febbraio 2012 |
| 20 | Video Game Wizards           | Maghi dei videogiochi          | 26 marzo 2012     | 1º febbraio 2012 |
| 21 | Big Winner                   | Biglietto vincente             | 2 aprile 2012     | 8 novembre 2012  |
| 22 | The Best Burger in the World | Il miglior hamburger del mondo | 9 aprile 2012     | 2 febbraio 2012  |
| 23 | Replaced                     | Rimpiazzati                    | 16 aprile 2012    | 2 febbraio 2012  |
| 24 | Trash Boat                   | Cambio nome                    | 23 aprile 2012    | 5 novembre 2012  |
| 25 | Fists of Justice             | Il più bel regalo              | 30 aprile 2012    | 5 novembre 2012  |
| 26 | Yes Dude Yes                 | Yes dude yes                   | 7 maggio 2012     | 5 novembre 2012  |
| 27 | Busted Cart                  | La golf car                    | 14 maggio 2012    | 6 novembre 2012  |
| 28 | Dead at Eight                | Morto alle otto                | 28 maggio 2012    | 6 novembre 2012  |
| 29 | Access Denied                | Accesso negato                 | 4 giugno 2012     | 8 novembre 2012  |
| 30 | Muscle Mentor                | Il tirocinio                   | 11 giugno 2012    | 7 novembre 2012  |
| 31 | Trucker Hall of Fame         | Il santuario dei camionisti    | 18 giugno 2012    | 7 novembre 2012  |
| 32 | Out of Commission            | Auto da rottamare              | 25 giugno 2012    | 9 novembre 2012  |
| 33 | Fancy Restaurant             | A scuola di eleganza           | 16 luglio 2012    | 9 novembre 2012  |
| 34 | Diary                        | Il diario segreto              | 23 luglio 2012    | 12 novembre 2012 |
| 35 | The Best VHS in the World    | Il miglior VHS del mondo!      | 30 luglio 2012    | 13 novembre 2012 |
| 36 | Prankless                    | Il re degli scherzi            | 6 agosto 2012     | 13 novembre 2012 |
| 37 | Death Bear                   | La leggenda dell'orso          | 13 agosto 2012    | 12 novembre 2012 |
| 38 | Fuzzy Dice                   | Un regalo per Pops             | 20 agosto 2012    | 14 novembre 2012 |
| 39 | Sugar Rush                   | Strane frittelle!              | 27 agosto 2012    | 15 novembre 2012 |
| 40 | Bad Kiss                     | Un bacio "pesante"             | 3 settembre 2012  | 14 novembre 2012 |

## Hockey da tavolo
Mordecai e Rigby sono appassionati di hockey da tavolo, ma Benson ordina loro di pulire le gomme da masticare sparse nel parco. Al loro ritorno, scoprono con disappunto che Benson ha venduto il loro tavolo da gioco. Per cercare di rimediare, lui regala loro un biliardino, ma i due amici non ne sono entusiasti. Decidono quindi di recuperare il loro amato hockey da tavolo. Dopo diverse avventure, scoprono che un uomo muscoloso, partecipante a un torneo, è in possesso del loro gioco. Decidono di sfidarlo, ma perdono e si ritrovano nel Limbo. Fortunatamente, Benson arriva in loro soccorso e, dopo una partita intensa, riesce a riprendere i suoi amici e a umiliare l'uomo. Alla fine, Benson riconsegna l'hockey da tavolo a Mordecai e Rigby, che però si sono già stancati di usarlo.

## Biondi da urlo
Mordecai e Rigby si sfidano a un videogioco, con la posta in gioco che chi perderà dovrà tingersi i capelli di biondo. Tuttavia, Rigby bara e Mordecai si ritrova costretto a tingerli. Al bar di Margaret, incontra un gruppo di biondi che lo invitano a unirsi alla loro setta. Deciso a liberarlo, Rigby gli lancia delle sfide. Alla fine, Mordecai si lava i capelli e tutto torna alla normalità.

## Skips il campione!
Mordecai, Rigby e Benson stanno giocando a bowling quando arriva il Dio della Morte, che si rivela essere un campione di bowling. Dopo averli sfidati e vinti, i tre chiedono una rivincita. Il Dio della Morte concede loro quattro giorni per prepararsi, avvertendoli che, in caso contrario, prenderà l'anima di qualcuno. Skips, anch'esso un campione di bowling, decide di unirsi a loro nella sfida e insieme riescono a vincere. Tuttavia, il Dio della Morte, infuriato per la sconfitta, chiede una rivincita. In un momento di rassegnazione, Skips decide di disfarsi di tutti i suoi trofei da bowling. Nonostante ciò, il giorno della sfida finale si presenta e riesce a battere il Dio della Morte.

## I racconti del terrore

### La vecchia bambola
Pops si sta liberando delle sue vecchie cose quando trova una bambola che si rivela essere animata. Il desiderio della bambola è scarabocchiare le facce delle persone con un pennarello. Quando Rigby e Mordecai cercano di sbarazzarsene, la bambola torna in vita e inizia a perseguitare Pops. Alla fine, nei corridoi del seminterrato della casa, Mordecai brucia la bambola, ponendo fine alla sua minaccia.

### La fossa dei catorci
Muscle Man e Batti Cinque trovano un vecchio camper e invitano gli amici a partecipare a una sfida mortale. Muscle Man perde la vita durante la competizione e per riaverla decide di sfidare un fantasma lanciandosi in un fosso.

### La casa
Rigby e Mordecai stanno preparando degli scherzi per Halloween. Si avvicinano a una casa con un cartello che dice di non suonare, ma Rigby decide di ignorarlo e suona comunque. Non ricevendo risposta, decide di vendicarsi lanciando delle uova. Il giorno successivo, i giardinieri notano una casa misteriosa nel giardino e, entrando, si trovano ad affrontare eventi paranormali, culminando con Rigby che si trasforma nella casa stessa. A un certo punto, appare un demone che, in cerca di vendetta, intende lanciare delle uova contro Rigby. Alla fine, si rivela che Rigby è in realtà il demone e uccide i suoi amici, concludendo la scena con la frase "Felice Halloween" mostrata sullo schermo

## Tutti in campeggio!
Mordecai e Rigby invitano Margaret e Eileen Roberts a un campeggio. Tuttavia, tutto sembra andare storto. Per cercare di impressionare Margaret, Mordecai cerca di mantenere un atteggiamento ottimista. Quando inizia a piovere, si presenta un essere metà uomo e metà cervo che cerca di attaccarli, poiché prima avevano accidentalmente investito uno di loro. I quattro fuggono e alla fine vengono salvati da un cacciatore. Tornati a casa, Margaret ringrazia comunque Mordecai e gli dà il suo primo bacio sulla guancia.

## Canestro vincente
Mordecai e Rigby desiderano utilizzare il computer per invitare Margaret a cena, ma Muscle Man e Batti Cinque glielo impediscono. I quattro decidono quindi di sfidarsi a una partita di basket, che Muscle Man vince due volte grazie all'intervento del Dio del basket. Quando finalmente Muscle Man e Batti Cinque riescono a usare il computer, Mordecai e Rigby li interrompono per proporre un'altra sfida. Dopo la partita contro il Dio del basket, Margaret si presenta e chiede spiegazioni riguardo al disastro causato dalla partita.

## Trendy bici
Mordecai e Rigby si divertono a mettersi in mostra con il loro golf cart, finché non si rompe. Un giorno decidono di acquistare una bici da un misterioso venditore, che si rivela essere il Dio delle bici. Quest'ultimo sfida i due protagonisti, e così Mordecai e Rigby devono confrontarsi con lui in una competizione.

## Le regole della casa
Mordecai e Rigby stanno trascorrendo il tempo a giocare ai videogiochi quando Benson li convoca nel suo ufficio per informarli che sono stati licenziati per aver violato "Le regole della casa". I due decidono di trovare un posto dove dormire, ma vengono cacciati ovunque. In un vicolo buio, incontrano un uomo con una benda sugli occhi che li porta nel suo mondo, dove tutto è possibile. I due si divertono fino a quando Benson li chiama implorandoli di tornare. Tuttavia, vengono fermati da degli unicorni oscuri che cercano vendetta. Dopo una sfida contro l'uomo con la benda e gli unicorni, Mordecai e Rigby tornano da Benson, che li riassume.

## Rap contro poesia
Un giorno al bar del parco arriva un gruppo di rapper che desidera prendere possesso del parco per farne la loro nuova casa. Benson non approva e ordina a Mordecai e Rigby di sbarazzarsi di loro. Con l'aiuto di Pops, i due sfidano i rapper in una battaglia rap. Tuttavia, Pops, Mordecai e Rigby adottano uno stile unico chiamato "Rap in Poesia", che sorprende i rapper e li allontana.

## Sfida all'ultimo numero
Mordecai e Rigby si rendono conto che con la loro golf car non riusciranno mai a conquistare Margaret e Eileen. Decidono quindi di prendere la macchina di Pops, che li avverte del potere speciale del veicolo. Ignorando il suo avvertimento, i due tentano di impressionare le ragazze, ma si imbattono in un gruppo di punk che decidono di rincorrerli per umiliarli. Quando il carburante finisce, i punk entrano nella macchina di Pops, e Mordecai attiva l'impostazione "volo". Incredibilmente, la macchina inizia a volare, ma dopo un violento scontro atterrano in mare. Tornati a casa, Benson è furioso perché hanno distrutto la macchina di Pops, che si rivela essere quella del padre.

## Graffiti nel parco!
Mordecai e Rigby notano un uomo misterioso che crea graffiti nel parco. Dopo aver ricevuto dei richiami da Benson, i due, insieme a Muscle Man, decidono di smascherarlo. Entrando nella sua casa, scoprono che si tratta di un uomo-bomboletta. Dopo un inseguimento, riescono a catturarlo e lo riportano al parco, dove lo fanno arrestare.

## Fine settimana da Benson
Benson sviene mentre sta montando una lampada nel parco e Mordecai e Rigby devono fare in modo che non li licenzi, poiché erano loro a tenere la scala. In passato, Benson era stato invitato a una festa e ora deve impressionare l'organizzatrice e vicina di casa Audrey. Tuttavia, l'ex fidanzato di Audrey, Chuck, sfida Benson in una gara per chi resiste al cibo più piccante. Dopo essersi ripreso dallo svenimento, Benson vince la sfida e, se non fosse stato per il numero di telefono di Audrey, Mordecai e Rigby sarebbero stati licenziati

## Che sfortuna!
Benson ha fortuna, mentre Rigby è colpito dalla sfortuna. Durante un pranzo in un ristorante cinese, Rigby trova nel suo biscotto della fortuna un messaggio di sfortuna e decide di scambiare il suo biglietto con quello di Benson, che portava fortuna. Questo scambio provoca una serie di eventi sfortunati per Benson, che finisce per cedere il parco a carte contro uno stregone. Alla fine, Mordecai e Rigby riescono a salvare la situazione.

## Gestire la rabbia
Rigby e Mordecai continuano a combinare guai, e durante un'altra lezione infuriata, Benson viene interrotto da Pops, che gli proibisce di urlare contro di loro. Benson si trova a lottare per mantenere la calma per tutto il giorno, cercando di gestire la sua frustrazione.

## Skips contro la tecnologia
Dopo anni di lavoro al parco, Skips, essendo immortale, non ha mai avuto bisogno della tecnologia. Un giorno decide di imparare a usarla, ma nonostante i suoi sforzi, non riesce a farlo. Arriva il suo vecchio amico Samson, ora conosciuto come Techmo, che ha un braccio tecnologico e cerca di insegnargli. Tuttavia, un virus entra nel sistema di Techmo e lo costringe a cercare di attaccare Mordecai, Rigby e Skips. Alla fine, Skips riesce a rimuovere il virus dall'amico grazie alla sua inesperienza con la tecnologia.

## Telefonate involontarie
Mordecai canta una canzone imbarazzante in cui esprime i suoi sentimenti per Margaret, ma accidentalmente registra la canzone sulla segreteria del suo cellulare. Per evitare che Margaret ascolti il messaggio, Mordecai chiede aiuto a Rigby per sbloccare il cellulare e cancellare l'audio. Tuttavia, durante i loro tentativi finiscono nei guai. Alla fine, Margaret ascolta la canzone e ne rimane piacevolmente sorpresa.

## Uovastico
Arriva una competizione che si tiene ogni mille anni: Uovastico. Il premio per vincerla, mangiando un'omelette speciale in un minuto, è un cappello con la scritta "Io sono uovastico". Rigby desidera ardentemente il cappello, dimenticando di essere allergico alle uova. Tentando di mangiare l'omelette, finisce in coma. Nel frattempo, Mordecai si allena con l'aiuto di Benson, Skips, Batti Cinque e Muscle Man, seguendo le tecniche scritte in un diario di un uomo che Skips conosceva e che aveva anch'esso desiderato il cappello. Dopo aver vinto la sfida, Mordecai si ritrova in un luogo strano dove scopre che se sbaglia cappello (ce ne sono molti), potrebbe morire come l'uomo che conosceva Skips. Sceglie il cappello giusto e lo fa indossare a Rigby, che si risveglia dal coma. Rigby vede in TV che sta per arrivare una sfida simile a quella di Uovastico, ma questa volta riguarda le bistecche. I suoi amici temono che togliendogli il cappello possa tornare in coma, quindi cercano di strapparglielo.

## Pancia modello
Muscle Man festeggia cinque anni di lavoro al parco, ma tutti sono troppo impegnati per celebrarlo, incluso Batti Cinque. Furioso, decide di lasciare il parco per diventare "pancia modello". Tuttavia, deve scegliere tra una carriera come pancia modello per sempre o tornare al parco.

## Maghi dei videogiochi
Mordecai e Rigby stanno giocando ai videogiochi quando vedono una pubblicità per un guanto che promette di migliorare le prestazioni di gioco. Per ottenerlo, devono prima affrontare il primo giocatore del mondo in una sfida due contro due. Mordecai non vuole giocare con Rigby perché lo considera scarso e decide di partecipare con Skips. Durante il torneo, Skips si fa rompere la mano e Rigby entra in campo al suo posto. Insieme riescono a vincere il guanto, ma alla fine decidono di buttarlo via, affermando che l'importante è divertirsi.

## Biglietto vincente
Mordecai e Rigby fanno uno scherzo a Muscle Man con un falso biglietto della lotteria. Tuttavia, lo scherzo si ritorce contro di loro quando Skips avverte che l'ultima persona che ha ingannato Muscle Man con i soldi ha subito gravi conseguenze. Con Muscle Man impazzito per il denaro e "ristrutturando" il parco a suo piacimento, Mordecai e Rigby cercano disperatamente di fermarlo.

## Il miglior hamburger del mondo
Mordecai e Rigby sono determinati a provare il miglior panino di sempre, servito da un misterioso camion di cibo che appare ogni 100 anni. Tuttavia, devono affrontare diversi ostacoli, tra cui Benson, che farà di tutto per impedire loro di rallentare, e alcuni ologrammi malvagi di se stessi.

## Rimpiazzati
Benson è stanco di vedere Mordecai e Rigby non fare nulla, così decide di assumere nuovi lavoratori di nome Chad e Jeremy. Tuttavia, Mordecai e Rigby non intendono rinunciare facilmente al loro lavoro.

## Cambio nome
Rigby è stanco dei soprannomi che gli vengono affibbiati e decide di cambiare nome in Tributo. Ben presto, però, inizia a essere chiamato "Cesso" da tutti e farà di tutto per tornare al suo vecchio nome.

## Il più bel regalo
Mordecai e Rigby decidono di fare un regalo a Skips, contribuendo a farlo tornare immortale.

## Yes dude yes
Mordecai diventa fan di un gruppo musicale chiamato Spezzacuori e ne diventa membro. Sebbene il gruppo sia odiato da tutti, Mordecai e Rigby lavorano per portarlo al successo. Tuttavia, questo cambiamento influisce anche sulla percezione di Margaret riguardo a Mordecai.

## La golf car
Dopo aver distrutto accidentalmente una golf car, il signor Maellard manda Benson a sostituirla poiché è ancora in garanzia, temendo che venga licenziato. Quando Mordecai e Rigby si uniscono a lui, vivono montagne russe emotive mentre il trio lotta per arrivare in tempo alla concessionaria.

## Morto alle otto
Mordecai e Rigby convincono Muscle Man a viaggiare su un percorso dissestato, ma si schiantano e lui si ferisce gravemente. Arriva la Morte, pronta a prendere l'anima di Muscle Man. Per salvarlo, i due offrono di prendersi cura del figlio della Morte, Thomas, un bambino con poteri paranormali che non vuole andare a dormire. Alla fine riescono a farlo addormentare in tempo, salvando così Muscle Man.

## Accesso negato
Mordecai e Rigby ricevono un invito alla festa di Margaret in una discoteca. Purtroppo, vari ostacoli cercheranno di impedire loro di entrare e incontrare Aileen e Margaret.

## Il tirocinio
Dopo aver combinato un guaio al parco, Rigby rischia il licenziamento. Benson decide di non licenziarlo se rimane attaccato a Muscle Man tramite un seggiolino per neonati; se tira la leva verrà licenziato.

## Il santuario dei camionisti
Muscle Man riceve l'urna delle ceneri del padre, che gli raccontava di essere il miglior camionista. Durante il viaggio verso il santuario dei camionisti per spargere le ceneri con Mordecai e Rigby, scopre che suo padre non era realmente un camionista; lo diceva per dargli coraggio. Quando arrivano al santuario, le guardie vogliono impedire lo spargimento delle ceneri perché Muscle Dad era considerato una nullità. Alla fine, le ceneri vengono sparse grazie allo spirito di Muscle Dad.

## Auto da rottamare
Mordecai e Rigby versano accidentalmente una lattina di Coca sulla loro golf cart, che prende vita. La macchina desidera provare molte esperienze mai vissute prima, ma alla fine si getta in un burrone.

## A scuola di eleganza
Starla è convinta che il comportamento rozzo di Muscle Man possa compromettere il loro rapporto. Organizza quindi un appuntamento con i suoi genitori in un ristorante elegante dove Muscle Man deve impressionarli fingendosi raffinato. Grazie all'aiuto di Mordecai e Rigby, Muscle Man riesce a cavarsela; tuttavia, i genitori scoprono la verità ma si rivelano anch'essi disinteressati alle buone maniere.

## Il diario segreto
Mordecai e Rigby si trovano a casa di Margaret mentre lei è via per innaffiare le piante. Trovano un diario di Margaret che viene accidentalmente distrutto; chiedono quindi aiuto a Skips per ripararlo. Skips esegue un rito magico ma Rigby infrange le regole, evocando il guardiano dei segreti di Margaret. Per placarlo, i tre devono rivelare ciascuno un segreto importante.

## Il miglior VHS del mondo!
Mordecai e Rigby devono restituire un VHS intitolato "Il miglior VHS del mondo", ma se lo fanno rubare da un elfo. Dopo averlo riavuto, decidono di far diventare l'elfo cliente del negozio di VHS.

## Il re degli scherzi
Muscle Man ha giurato di non fare più scherzi dopo che uno scherzo innocuo quasi uccide Pops. Nel frattempo, il parco rivale riprende una guerra di scherzi.

## La leggenda dell'orso
Mordecai, Rigby, Margaret ed Eileen trascorrono una serata insieme quando Rigby convince il gruppo a visitare uno zoo abbandonato dove si dice ci sia un orso feroce. Scoprono presto che la leggenda è vera: l'animale esiste realmente.

## Un regalo per Pops
Il gruppo decide di comprare dei Fuzzy Dice per Pops; però, un gruppo di criminali robot desidera quei dadi perché contengono diamanti. Una volta scoperti, i robot vengono neutralizzati.

## Strane frittelle!
Benson ordina a Mordecai e Rigby di comprare delle frittelle. I due acquistano anche delle frittelle con doppia glassa che rendono più veloci e causano visioni distorte del mondo. Con l'aiuto degli amici riescono a trovare la frittella con la giusta quantità di zucchero per tornare alla normalità.

## Un bacio "pesante"
Dopo una serata insieme, Mordecai e Margaret si baciano finalmente; tuttavia, Mordecai ha l'alito pesante. Chiede quindi aiuto a Rigby per rimediare all'accaduto. I due usano una macchina del tempo per tornare indietro nel passato e modificare gli eventi che hanno portato al pessimo bacio.